# 山地车越野赛
山地越野赛，也称XC越野赛、山地自行车越野赛（英文:Cross-country cycling，简称XC)是山地自行车赛的一个分支。于1996年成为奥运会项目，也是奥运会上唯一的山地自行车项目。作为山地车最历史悠久的比赛项目之一，经常被认为是DH落山和Enduro耐力赛的启发者。 然而，随着近年的越野赛出现更高难度的赛道、对车手有更高的技术要求，让XC越野在世界各地再受到更多的关注，是对车手的体能、技术和精神毅力的真正考验。

## 比赛形式
XC比赛有四种主要形式：XCE（越野淘汰赛）、XCO（越野奥运会）、XCC（越野短路赛）和XCM（越野马拉松赛）。

### 越野淘汰赛
排名前两名的选手晋级下一轮，其他两名选手被淘汰。每场比赛的最长持续时间为60秒。它类似于四交叉，这是一个下坡学科。

### 越野奥林匹克（XCO,全称 Cross Country Olympic）
是一项大规模集体出发的赛事，包括在4-10公里（2.5-6.0英里）的赛道上完成多圈，精英级别的持续时间约为90分钟。这是奥运会项目中唯一的越野项目。

### 越野短路（XCC）
一场类似于XCO比赛的比赛，但在技术含量较低的地形上，圈长通常在1.0-2.0公里（0.6-1.2英里）以下，持续时间为20-25分钟。同样，圈数是由在给定的前一圈时间内，在该时间段内可以完成的圈数决定的。XCC比赛通常决定XCO比赛中参赛者的顺序，如果他们将决定开始顺序，则通常在XCO比赛前2天举行。

### 越野马拉松（XCM）
路线通常在65到100公里之间。它在过去几年里很受欢迎，因为XCM比赛对所有人开放，包括初学者。

## 自行车和器材
越野自行车是一些最轻的山地自行车，通常在7.5到12.5公斤之间。它们通常在前部具有悬架叉，并且通常在后部具有悬架。在前部和后部，大多数XC自行车的悬架行程约为100毫米（10.0厘米；3.9英寸），前部通常为120毫米（尽管有时为130毫米），后部为120毫米，尽管随着自行车车架强度和技术的进步，一些骑手更喜欢125至150毫米（12.5至15.0厘米；4.9至5.9英寸）的行程，但大多数前悬架或后悬架超过130毫米的山地自行车都不被视为越野自行车。车架的几何形状通常使骑车人处于比公路自行车稍微直立的位置，但比下坡自行车要小得多，这允许更灵活的操控和更好的爬坡特性，以及更舒适的蹬踏位置，而牺牲了稳定性，尤其是在下坡时。尽管如此，大多数品牌都在设计越野自行车，以获得更稳定的操控性，尤其是在下坡时，以牺牲灵活的操控性和更好的爬坡特性为代价，但情况并非如此。
自行车头盔几乎普遍用于越野骑行。然而，XC骑手很少戴全脸头盔，也不戴下坡骑手使用的全身“盔甲”，他们倾向于戴类似于通风良好的道路头盔的头盔，但也使用了enduro和trail骑手最常使用的头盔。越野自行车手比公路自行车手更容易受伤；然而，XC车手所受的伤害通常没有那么严重。

## 地形
越野自行车运动是由进行越野自行车运动的地形来定义的。XC球场和小径由粗糙的森林小径和单行道（根据宽度也被称为双轨）、光滑的消防路，甚至连接其他小径的铺砌道路组成。

## 车轮尺寸
2009年在澳大利亚举行的UCI世界锦标赛上使用的球场。
在越野比赛中，与其他项目相比，历史上使用的车轮尺寸更为多样，尽管最近大多数车手都选择了单一的车轮尺寸。最初用于山地自行车的26英寸车轮尺寸在越野赛的顶级赛事中几乎已经消亡，29英寸的车轮成为常态，650b的车轮偶尔也会使用。650b的轮子是584毫米直径的车轮，大约27.5英寸安装了轮胎，因此它们更常见的名称是“27.5英寸车轮”
大多数新型越野自行车制造商不再提供26英寸车轮的自行车；650b车轮越来越不常见，通常只出现在少数低端越野自行车上，只有少数例外（值得注意的是Pivot LES 27.5）大多数XC比赛（这在职业级别的比赛中最为显著，如UCI山地自行车世界锦标赛，29英寸车轮是唯一使用的车轮尺寸）。29英寸车轮在21世纪中后期开始迅速流行，并在整个越野比赛中取得了巨大成功。兰斯·阿姆斯特朗（Lance Armstrong）驾驶加里·费舍尔（Gary Fisher）29杆比赛并获胜，大大提高了他们的知名度。较大车轮形式的优点是，由于攻角减小，对悬架的需求减少，每个踏板行程向前推进自行车的能量增加，动量损失也减少。缺点包括重量略微增加、加速度降低、滚动惯性更高、，对于5英尺5英寸（165厘米）以下的人来说，骑手的配合问题，以及较慢的操纵，尽管操纵问题在较新的设计中得到了成功的解决，这些设计的几何形状变化包括更陡的头管角度和更高的叉偏移（尽管大多数品牌为了提高稳定性而缓慢地扭转了这些变化）。另一个缺点是，所有其他变量（轮辐数量、轮圈设计和材料等）相同的情况下，26英寸的车轮将比29英寸的车轮坚固得多。